# فردی آربر
فردی آربر (انگلیسی: Fredy Arber؛ زادهٔ ۲۴ اوت ۱۹۲۸) دوچرخه‌سوار اهل سوئیس است.